# ميثيسيرجيد
ميثيسيرجيد (بالإنجليزية: Methysergide)‏ هو بوتانولاميد مثيل حمض الليسيرجيك وهو دواء استخدم سابقا لعلاج الصداع النصفي والصداع العنقودي لكنه لم يعد مستخدما بسبب تأثيراته الجانبية ومن بينها تليف خلف الصفاق.